# Réforme des retraites en France en 2013-2014
Lire en ligne

Texte sur Légifrance

Réforme des retraites en France en 2010 Réforme des retraites en France en 2023
La réforme des retraites en France de 2013-2014, réalisée sous la mandature de François Hollande, portée par sa ministre des Affaires sociales Marisol Touraine et promulguée en janvier 2014, a augmenté la future durée de cotisation donnant droit à une retraite à taux plein, dans le sillage de la précédente réforme de l'automne 2010 et de celles de 2003 et de 1993, ce qui fait que les écologistes, le PCF et 17 députés socialistes refusent de la voter.
Pour décourager les manifestations organisées par 4 des 5 premiers syndicats, cette augmentation est très étalée dans le temps: la durée de cotisation de 43 ans n'interviendra qu'à un horizon de 22 ans, à partir de l'année 2035, et restera conditionnée à la croissance de l'espérance de vie. En contrepartie, le gouvernement apporte immédiatement deux innovations sociales importantes proposées par le syndicat CFDT, la validation plus facile de trimestres de cotisation pour les jeunes en stages, et la création du compte pénibilité.
La réforme vise assurer, à un horizon de 7 ans à 20 ans, l'équilibre financier du système français de retraites par répartition, pour se prémunir contre le scénario, alors toujours en cours, de poursuite de l'augmentation rapide de l'espérance de vie constatée jusqu'à la dernière décennie du XXe siècle, mais qui sera ensuite déjoué par le retour à une quasi-stagnation sur la seconde partie des années 2010 et le début des années 2020.
La réforme décide aussi une hausse des cotisations sociales salariales et patronales, très graduelle aussi, qui ne vise donc pas à remplir les caisses immédiatement car seulement la moitié est applicable en 2014 et le reste étalé de 2015 à 2017. Sa modicité (0,3 % au total) vise plutôt à rassurer les employeurs en leur donnant une visibilité à moyen terme mais échoue à les séduire en raison du climat politique détérioré, qui permet l'expression d'un "ras-le-bol" fiscal.

## Contexte

### Contextes social et politique, promesses de François Hollande
François Hollande avait dès avril 2010, sur le plateau de télévision de l'émission "C politique", posé un principe au centre de sa doctrine, lier la croissance de l'espérance de vie et la durée de cotisation", à une époque où cette espérance de vie progressait encore rapidement, suscitant des craintes pour l'avenir, avant de revenir à une quasi-stagnation sur la seconde partie des années 2010 et le début des années 2020.
Durant la campagne présidentielle 2012, il promet de faire revenir "l'âge de départ sans décote à 65 ans", l'augmentation de cet âge à 67 ans étant le point le plus contesté de la réforme de 2010, mais la réforme de 2013 abandonne en fin de parcours cette promesse. Il promet aussi, avant son élection de 2012, "une redéfinition de l’âge légal de départ" et "la prise en compte de la pénibilité", sans écarter une hausse de la durée de cotisation, mais sans non plus se prononcer précisément, semblant valider le maintien d'une durée de 41 ou 42 ans, en annonçant qu'il va rétablir immédiatement après son élection et par décret le droit au départ à la retraite à 60 ans pour les salariés ayant à la fois 41 années de cotisations et commencé à travailler à 18 ans ou avant,. Cette promesse, en retrait sur le programme de son parti politique, qui promet alors le retour à un âge légal de 60 ans quel que soit l'âge du premier emploi, est au centre des débats de la très suivie primaire socialiste de l'automne 2011, y compris celui du 2e tour face à Martine Aubry où la question est de savoir si on l'étend ou non à ceux ayant commencé à travailler à 19 ans.
Parfois accusé de "variations" et de "mentir" pendant la campagne, François Hollande perd ensuite du terrain tous les mois dans les sondages face à son rival Nicolas Sarkozy puis tient cette promesse mais très partiellement: le décret qui entre après en application, le 1er novembre 2012, a des modalités "extrêmement restrictives", ne concernant que 28000 personnes, alors que la promesse en concernait cinq fois plus, tandis que les trimestres pouvant être validés au titre du chômage, autre promesse socialiste, sont plafonnés à deux. Dès son interview au journal télévisé du 10 mai 2012, quatre jours après son élection, il n'évoque plus la possibilité de mettre à contribution les revenus du capital, pourtant évoquée par le Parti socialiste lors du débat sur la réforme des retraites de 2010.
Après son élection aussi, le contexte social vire assez rapidement aux divisions au sein du gouvernement, jusqu'à l'intérieur du parti socialiste, qui se sont se sont envenimées fin 2012 autour de deux dossiers, l'Affaire Cahuzac et la fermeture du haut-fourneau d'ArcelorMittal à Florange, en Lorraine, que François Hollande avait visité juste avant son élection, en promettant de veiller à sa sauvegarde. Le leader local de la CFDT d'ArcelorMittal Edouard Martin est d'abord soutenu par le ministre du redressement industriel Arnaud Montebourg, mais qui est brouillé avec son supérieur Pierre Moscovici. La CFDT d'ArcelorMittal déclare ensuite la guerre en décembre 2012 au premier ministre Jean-Marc Ayrault, se disant "écœuré" par le feu vert du gouvernement à la fermeture du site.
Un mois après, en janvier, la porte-parole du Parti socialiste espère encore que la durée de cotisation pour une retraite à taux plein ne sera pas augmentée mais elle est démentie par le ministre du budget Jérôme Cahuzac, qui finalement démissionner le 19 mars 2013 après trois mois d'accusations de fraude fiscale du site d'informations Médiapart, lancées à partir du 4 décembre 2012, qui sont mal vécues au sein du gouvernement, notamment par Pierre Moscovici qui en novembre 2014 sera nommé commissaire européen au sein de la commission Juncker.

### Contexte européen et financier
La réforme vise à préserver à long terme l'équilibre financier du système français de retraites par des réformes qui entreront en vigueur à un horizon de 7 à 20 ans plus tard, face au scénario de la poursuite d'une forte augmentation de l'espérance de vie. Ce scénario induit le risque d'un déficit de 20 milliards d'euros en 2020.
Cette augmentation de l'espérance de vie avait inspiré d'autres réformes des retraites, dont la précédente de l'automne 2010, la grande réforme de 2003 ou la réforme du gouvernement Balladur de 1993.
En 2013, la France bénéficie, à la différence de l'Italie, "d'une sorte d'état de grâce sur les marchés" financiers, où elle continue "de s'endetter à bon marché", même si ce n'est pas aussi bon marché que l'Allemagne. Mais plusieurs responsables européens, sans oser "le dire tout haut, déplorent que François Hollande n'ait pas plus cherché, par ce projet, à "crédibiliser sa politique économique" à la hauteur de celle d'Angela Merkel, un "enjeu européen" de la réforme selon Le Monde. Parmi eux, le commissaire européen chargé des affaires économiques et monétaires, Olli Rehn, lâche une "petite phrase" disant qu'il "attendait davantage sur le front des retraites", ce qui vexe le ministre de l'Économie Pierre Moscovici, soucieux de faire valoir "la première réforme des retraites de l'histoire menée par la gauche" et qui est promu commissaire européen à Bruxelles l'année suivante.

## Calendrier des annonces
Najat Vallaud-Belkacem, porte-parole du gouvernement rappelle le 28 janvier 2013 sur RMC/BMFTV la position du Parti socialiste, précisant que “n'est à l'ordre du jour [de la réforme] ni le fait de travailler plus longtemps, ni le fait de réduire les pensions, ni le fait d'augmenter les cotisations”, mais peu après le ministre du budget Jérôme Cahuzac la contredit en déclarant qu'il voit "un consensus, l'allongement de l'espérance de vie doit se partager entre temps travaillé et temps retraité".
Une conférence sociale a lieu en juin et juillet, le Premier ministre Jean-Marc Ayrault et la ministre des Affaires sociales et de la Santé Marisol Touraine réunissant  les syndicats de salariés et organisations patronales, précédée par la désignation d'une commission pour l’avenir des retraites, présidée par Yannick Moreau, qui remet son rapport en juin 2013 au Premier ministre,.
Jean-Marc Ayrault a ensuite dévoilé les axes principaux au journal télévisé le 25 août 2013, en soulignant que l'âge de départ à la retraite à 62 ans ne sera pas modifié. Plusieurs jours après est révélé que la réforme prévoit aussi un allongement de la durée de cotisation à 43 ans en 2035, quand les arbitrages sont détaillés par le Premier ministre, Jean-Marc Ayrault, le 27 août 2013,. Il reconnait alors que l'allongement de la durée de cotisation pour bénéficier du taux plein repousse de fait l'âge effectif du départ en retraite
L'information qu'un compte pénibilité entrera en vigueur dès 2015 avait au contraire été révélée par le secrétaire général de Force ouvrière, Jean-Claude Mailly 15 jours avant le premier discours d'Ayrault.
Le gouvernement avait aussi envisagé, avant d'y renoncer, la fiscalisation de la majoration de 10 % des pensions des parents de 3 enfants et plus, l'alignement du taux de CSG des retraités sur celui des actifs. Il y a renoncé en août, sur fond de montée, dans les grands médias, du débat sur le "ras-le-bol fiscal".

## Principales mesures de la réforme

### Taux des cotisations salariales et patronales
- Les taux de cotisations salariales et patronales augmenteront chacun de 0,15 point en 2014, puis de 0,05 point par an en 2015, 2016 et 2017 (soit au total 0,3 point)[6].

### Durée de cotisation pour une retraite sans décôte
Le gouvernement souhaite que la durée de cotisation nécessaire pour une pension à taux plein, qui aura atteint 41 ans en 2012, soit portée à 41 ans et trois mois à partir de 2013, ce qui concerne les générations 1953 et 1954. Cet allongement correspond à une mise en œuvre d’un principe posé par la réforme Fillon de 2003, qui prévoyait que la durée de cotisation devait évoluer en fonction des gains d’espérance de vie en France. «Compte-tenu des estimations actuelles de l'Insee, la durée de cotisations devrait être de 41,5 ans en 2020», indique le gouvernement, suggérant que ce rythme n'était pas gravé dans le marbre.
- La durée de cotisation nécessaire pour avoir une retraite à taux plein, augmentera d'un trimestre tous les 3 ans, jusqu'à 43 ans en 2035 (contre 41,5 ans avant la réforme)[6].
- L'âge d'annulation de la décote (5 % en moins par annuité manquante, reste fixé à 67 ans, contrairement à la promesse de campagne de François Hollande de revenir à l'âge de 65 ans[2]. Son parti avait fortement critiqué, sur ce point comme d'autres, la réforme d'Eric Woerth en 2010, qui relevait cet âge de 65 à 67 ans. Le mécanisme de décote pour années manquantes avait été instauré par la Réforme Balladur des retraites de 1993 pour inciter les salariés à compléter leur retraite par des revenus issus des systèmes de retraite par capitalisation, puis complété par le mécanisme de surcote, récompensant les salariés acceptant de travailler au delà de l'âge auquel ils ont droit à une retraite à taux plein, créé par la réforme des retraite Fillon de 2003[20].

La promesse socialiste de revenir à l'âge de 65 ans venait du fait que les experts s'étaient aperçus que la création d'une décote a pénalisé les femmes ayant eu des carrières atypiques et les salariés incapables de cotiser plus longtemps, faute d'avoir retrouvé un emploi.
Lors de la réforme suivante, celle d'Elisabeth Borne en 2023, la durée de cotisation de 43 ans est fixée à un horizon beaucoup moins éloigné que dans celle de 2013, car entre temps des exonérations massives de cotisations sociales pour les entreprises ont été mises en place, créant un manque de recettes, car elles font plus qu'effacer la hausse de 0,5 %
des cotisations sociales décidées en 2013, applicable à partir de 2015.
La durée de cotisation nécessaire pour une retraite à taux plein, dans les réformes Touraine et Borne, selon l'âge de naissance des personnes, dans les deux réformes.
| Année de naissance | Réforme Touraine de 2013 | Réforme Borne de 2023  |
| 1960               | 167 (41 ans et 9 mois)   | 167 (41 ans et 9 mois) |
| 1er semestre 1961  | 168 (42 ans)             | 168 (42 ans)           |
| 2e semestre 1961   | 168 (42 ans)             | 169 (42 ans et 3 mois) |
| 1962               | 168 (42 ans)             | 169 (42 ans et 3 mois) |
| 1963               | 168 (42 ans )            | 170 (42 ans et 6 mois) |
| 1964               | 169 (42 ans et 3 mois)   | 171 (42 ans et 9 mois) |
| 1965               | 169 (42 ans et 3 mois)   | 172 (43 ans)           |
| 1966               | 169 (42 ans et 3 mois )  | 172 (43 ans )          |
| 1967               | 170 (42 ans et 6 mois)   | 172 (43 ans)           |
| 1968               | 170 (42 ans et 6 mois)   | 172 (43 ans )          |
| 1969               | 170 (42 ans et 6 mois)   | 172 (43 ans)           |
| 1970               | 171 (42 ans et 9 mois)   | 172 (43 ans)           |
| 1971               | 171 (42 ans et 9 mois )  | 172 (43 ans)           |
| 1972               | 171 (42 ans et 9 mois)   | 172 (43 ans)           |
| 1973               | 172 (43 ans)             | 172 (43 ans)           |

## Mesures complémentaires pour compléter ou aménager les mesures-phares

### Compte personnel de prévention de la pénibilité
Le projet prévoit la mise en place d'un « compte personnel de prévention de la pénibilité » financé par les entreprises en 2015.
- Ce compte est destiné à tout salarié du secteur privé exposé à un ou plusieurs facteurs de pénibilité.
- La réforme met en place un système de cumul de points ouvrant droit à des formations, à un temps partiel en fin de carrière ou au bénéfice de trimestres de retraite.
- Un système de doublement des points acquis pour les salariés du privé proches de l’âge de la retraite au moment de la réforme n'ayant pas accumulé suffisamment de points est prévu.

## Réactions

### Partis politiques

#### Droite
- Tous les élus de l'UMP et de l'UDI ont voté contre le texte. Le président de l'UMP, Jean-François Copé, déclare que la réforme est « simplement une hausse de taxes qui va pénaliser le pouvoir d'achat des salariés, qui va pénaliser la compétitivité des entreprises, à un moment où le chômage continue d'augmenter »[6]

#### Gauche
- Véronique Massonneau, la chef de file des députés écologistes, parti représenté au gouvernemetn souligne qu'ils "sont totalement opposés à l'allongement de la durée de cotisation" et qu'ils ne se sont abstenus que grâce à "des mesures permettent de rééquilibrer un texte qui semblait mal embarqué"[22].
- Les radicaux de gauche ont également décidé de s'abstenir en raison du report de six mois de la revalorisation des pensions[22].
- Le Parti communiste vote contre le texte car il entérine « l'allongement de la durée de cotisation prévue par la réforme Fillon-Sarkozy » de 2010 et l'aggrave en « prolongeant cette augmentation à quarante-trois ans d'ici [à] 2035 », ce qui fait que Jean-Marc Ayrault « tourne le dos à l'attente des Français qui ont élu la gauche et s'étaient mobilisés en 2010 contre la réforme de la droite ».
- Au Parti de Gauche, Jean-Luc Mélenchon dénonce la hausse des cotisations sociales : « Au-delà de tout, qu'est-ce qui va commencer tout de suite ? Une baisse des salaires, c'est ça qui commence […] sur la feuille de paie, le salaire baisse. Quand vous prenez sur les salaires, ça réduit la consommation. Quand vous réduisez la consommation, ça réduit l'activité, donc ça réduit mécaniquement l'emploi »[23].

#### Extrême-gauche
- Au NPA, Olivier Besancenot considère la réforme comme « typiquement de droite »[24], y voyant « une attaque sans précédent qui mérite une riposte sans précédent »[24].

### Syndicats

#### Syndicats de salariés
- Quatre des premiers syndicats de salariés, CGT, FO, FSU et Solidaires appellent à mobiliser le 10 septembre 2013[23] puis le 15 octobre, jour du vote[6] avec 150 rassemblements dans toute la France, qui réunissent, entre autres, de 2100 à 20 000 personnes à Marseille, et de 1300 à 5500 à Toulouse. Même s'il comporte des "avancées", comme la meilleure prise en compte de la pénibilité, "le projet est plombé par l'allongement de la durée de cotisation", a résumé Jean-Claude Mailly (FO)[22], en déplorant qu'il prolonge les réformes de 2003 et 2010 sur ce point. Le numéro un de la CGT, Thierry Lepaon, fait  lui le lien entre les promesses non tenues du président Hollande et le succès du Front national à la cantonale partielle de Brignoles (Var)[22].
- La CFDT, au contraire, "se félicite de la création d'un compte personnel pénibilité, une évolution majeure de notre système de retraite"[23], en soulignant qu'elle y a contribué et en affirmant qu'elle "restera vigilante sur la concrétisation des mesures de justice annoncées". Jean-Louis Malys, responsable des retraites à la CFDT, souligne que "tous les sujets d'inégalités" mis en avant par son syndicat ont été "entendus"[22].

#### Syndicats patronaux
- Le MEDEF et la CGPME dénoncent la hausse des cotisations sociales qui en font à la fois « une réforme dangereuse » et une « non-réforme » car le gouvernement ne fait que taxer, taxer[25]... sans résoudre de problème structurel, selon Pierre Gattaz, président du MEDEF. Le président de la CGPME estime qu'on « voit peu de réformes, mais une augmentation des prélèvements et une augmentation des dépenses » et demande que le Premier ministre et le gouvernement « s'engagent à une annulation de ces charges supplémentaires »[23].

### Économistes
- Marc Touati déplore dans Le Figaro qu'« une fois de plus, le gros du coût sera supporté par les entreprises et le travail en général. Le gouvernement parle de réforme juste, mais elle ne l'est pas. Les régimes spéciaux, par exemple, ne sont toujours pas alignés sur le régime général »[26].

### Banquiers d'affaires
- Pour Marc Fiorentino, ancien trader et président d'Euroland Finance, « le gouvernement n'a pas saisi l'occasion de faire une réforme structurelle des retraites, alors qu'il disposait d'éléments favorables. […] Cette non-réforme est également une mauvaise nouvelle pour la croissance [… et] manque de courage politique. Il est certain que le gouvernement devra revenir dessus avant la fin du quinquennat »[26].

## Parcours législatif
Le débat, commencé début octobre 2013 à l'assemblée, est rapide. Le 15 octobre, l'Assemblée l'adopte en première lecture par 270 voix (venant du seul PS) contre 249 voix (UMP, UDI et PCF).
Trois partis partenaires gouvernementaux du PS expriment leur mécontentement sur le texte finalement proposé. Les Verts et les radicaux de gauche se sont abstenus ainsi que 17 députés socialistes, représentant de l'aile gauche du parti (notamment Pouria Amirshahi, Pascal Cherki, Jérôme Guedj, Razzy Hammadi et Mathieu Hanotin), ces derniers se déclarant « très réservés sur l'allongement de la durée de cotisation ».
Le PCF a voté contre, le président des députés communistes André Chassaigne dénonçant « un projet anti-social, indigne d'un gouvernement de gauche » alors qu'Arnaud Robinet (député UMP) a reproché au gouvernement de « pénaliser les gens qui ont cotisé toute leur vie ».
Le Sénat, alors contrôlé par la gauche depuis 2012, rejette le texte par deux fois. Finalement, en seconde lecture à l'Assemblée, la loi est adoptée définitivement le 18 décembre 2013. En parallèle, les augmentations de taux de cotisation sont réalisées par décret, sans article dans la loi.
Selon un article favorable dans Le Monde, l'opposition des députés du Front de gauche et de la gauche du PS aurait été atténuée par le fait qu'"aucune mesure" de baisse des droits et pension s'appliqud "avant 2020", soit sept ans plus tard et des mesures en faveur des jeunes jusqu'à leur "permettre de cotiser de manière limitée pendant les périodes de stage" et la réfore est "finalement passée comme une lettre à la poste" avec un examen "achevé plus tôt que prévu", l'opposition de droite se "gardant de mener une véritable guérilla de procédure" malgré  "l'absence de mesure visant spécifiquement les fonctionnaires et les régimes spéciaux" ou sur "la convergence des régimes".

## Impact de la réforme
- La hausse modeste des cotisations sociales ne vise pas à remplir les caisses immédiatement car seulement la moitié est applicable en 2014 et le reste est étalé de 2015 et 2017. Son impact financier attendu est faible et surtout très largement contrebalancé par des exonérations massives décidées peu après, la hausse des cotisations ayant focalisé les critiques de la droite et des employeurs.
- Le « compte pénibilité », souvent critiqué par ces employeurs pour sa complexité excessive, a fait l'objet lors de la campagne présidentielle 2017 par deux des principaux candidats d'annonces de suppression ou de suspension. Transformé en « compte de prévention » en 2017 par Emmanuel Macron, il ne prend plus en compte les charges lourdes ou encore l’exposition aux produits chimiques, qui est supprimée[29].
- Aucune évaluation chiffrée de l'impact de la réforme n'a été publiée. Lors de la réduction de la durée d'indemnisation-chômage des salariés de plus de 55 ans une dizaine d'années plus tard, les économistes observent que la combinaison des deux réformes créé une situation sociale difficile et anxiogène pour des seniors doublement pénalisés car ils ne parviennent pas à réintégrer un employeur ni à cotiser assez de trimestres pour avoir une retraite à taux plein, particulièrement ceux qui ont subi des accidentes de vie (divorce, maladie, décès du conjoint, accident, licenciement, création d'entreprise infructueuse).

### Généralité sur les retraites
- Espérance de vie en France
- Espérance de vie en bonne santé
- Retraite par répartition vs Retraite par capitalisation et Systèmes de retraite en Europe
- Maison de retraite

### Principaux paramètres des retraites en France
- Âge légal de départ à la retraite
- Décote (retraite en France)
- Surcote (retraite en France)
- Durée de cotisation pour une retraite à taux plein
- Age de droit au départ en retraite à taux plein

### Dispositifs des retraites en France
- Dispositif pour carrière longue
- Fonds de réserve pour les retraites
- Conseil d'orientation des retraites (COR)
- Assurance volontaire vieillesse

### Réformes des retraites en France
- Ordonnances d'octobre 1945 créant la Sécurité sociale
- Réforme Balladur de 1993
- Réforme Fillon de 2003
- Réforme Woerth-Fillon de 2010
- Réforme Touraine de 2013
- Projet de réforme Delevoye de 2019-2020
- Réforme Dussopt-Borne de 2023

#### Mouvements sociaux de défense des retraites
- Mouvement de 1967
- Mouvement de 1995
- Mouvement de 2003
- Mouvement de 2010
- Mouvement de 2019-2020
- Mouvement de 2023.